# Eufant
Eufant (Euphantus, Εὔφαντος) fou un filòsof pitagòric i poeta tràgic grec nascut a Olint al segle iv aC. Va viure després de la plèiade tràgica. Fou deixeble d'Eubúlides de Milet i mestre d'Antígon I de Macedònia. Va escriure nombroses tragèdies i especialment l'obra περὶ Βασιλείας, dirigida a Antígon, una història del seu temps.

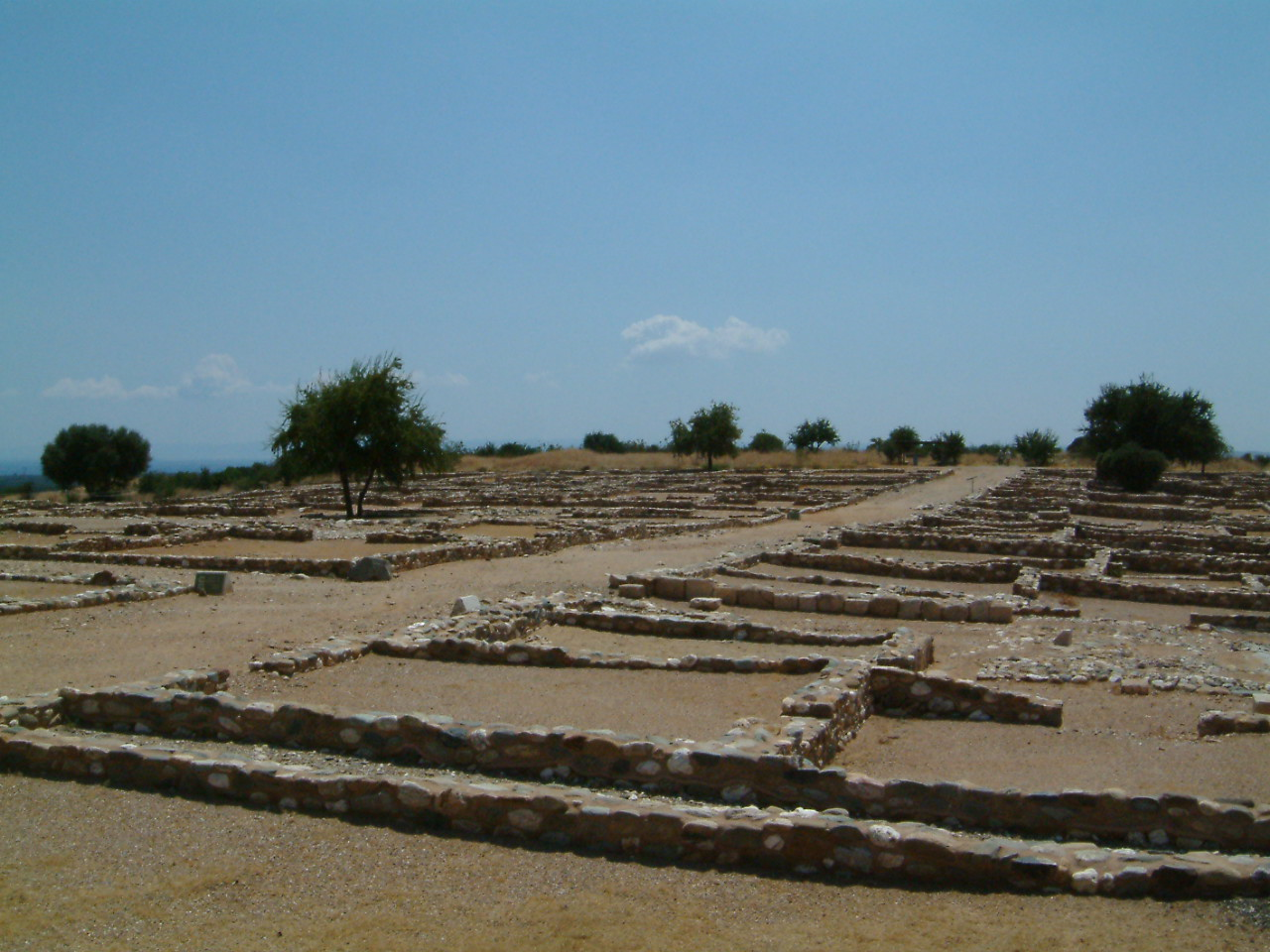
Restes de l'antiga Olint